# ترزیئرس
ترزیئرس (به فرانسوی: Tréziers) یک کامین در فرانسه است که در Canton of Chalabre واقع شده‌است.

## خصوصیات
ترزیئرس ۶٫۴۱ کیلومترمربع مساحت و ۱۱۰ نفر جمعیت دارد و ۳۷۰ متر بالاتر از سطح دریا واقع شده‌است.